# Hypognatha utari
Hypognatha utari Levi, 1996 è un ragno appartenente alla famiglia Araneidae.

## Etimologia
Il nome della specie è il risultato di un'arbitraria scelta di lettere, in parte derivanti dalla località brasiliana di rinvenimento degli esemplari: Utiariti

## Caratteristiche
L'olotipo femminile rinvenuto ha dimensioni: cefalotorace lungo 1,47mm, largo 1,21mm; opistosoma lungo 2,9mm, largo 3,7mm.

## Distribuzione
La specie è stata reperita nel Brasile centrale: nei pressi di Utiariti, appartenente allo stato del Mato Grosso.

## Tassonomia
Al 2014 non sono note sottospecie e dal 1996 non sono stati esaminati nuovi esemplari.